# Городские населённые пункты Курганской области
В состав Курганской области входит  15 городских населённых пунктов, в том числе: 
- 9 городов, среди которых выделяются:
  - 2 города областного подчинения (в списке выделены оранжевым цветом), которые в рамках организации местного самоуправления образуют отдельные городские округа.
  - 7 городов районного подчинения (в рамках организации местного самоуправления входят в одноимённые муниципальные округа).
- 6 посёлков городского типа (рабочих посёлков).

## Города
| № | название  | район / город      | население (чел.) | основание / первое упоминание | статус города  | герб |
| - | --------- | ------------------ | ---------------- | ----------------------------- | -------------- | ---- |
| 1 | Далматово | Далматовский район | ↘11 584          | 1644                          | 1781—1924 1947 |      |
| 2 | Катайск   | Катайский район    | ↘11 881          | 1655                          | 1944           |      |
| 3 | Курган    | город Курган       | ↘300 763         | 1679                          | 1782           |      |
| 4 | Куртамыш  | Куртамышский район | ↘14 806          | 1745                          | 1919—1924 1956 |      |
| 5 | Макушино  | Макушинский район  | ↘6827            | 1797                          | 1963           |      |
| 6 | Петухово  | Петуховский район  | ↘8502            | 1779                          | 1944           |      |
| 7 | Шадринск  | город Шадринск     | ↘68 609          | 1644                          | 1712—1733 1737 |      |
| 8 | Шумиха    | Шумихинский район  | ↘16 264          | 1892                          | 1944           |      |
| 9 | Щучье     | Щучанский район    | ↘8252            | 1750                          | 1945           |      |

## Посёлки городского типа
| № | название        | район               | население (чел.) | основание / первое упоминание | статус пгт |
| - | --------------- | ------------------- | ---------------- | ----------------------------- | ---------- |
| 1 | Варгаши         | Варгашинский район  | ↘8435            | 1894                          | 1924       |
| 2 | Каргаполье      | Каргапольский район | ↗8265            | 1676                          | 1969       |
| 3 | Красный Октябрь | Каргапольский район | ↘3460            |                               | 1944       |
| 4 | Лебяжье         | Лебяжьевский район  | ↘5412            | 1848                          | 1945       |
| 5 | Мишкино         | Мишкинский район    | ↘6614            | 1798                          | 1944       |
| 6 | Юргамыш         | Юргамышский район   | ↘6465            | 1891                          | 1944       |

### Бывшие пгт
- Далматово — пгт с 1945 года. Преобразован в город в 1947 году.
- Куртамыш — пгт с 1944 года. Преобразован в город в 1956 году.
- Макушино — пгт с 1944 года. Преобразован в город в 1963 году.
- Петухово — пгт с 1942 года. Преобразован в город в 1944 году.
- Шумиха — пгт с 1938 года. Преобразован в город в 1944 году.